# Гусле
Гусле (рідше — гуслі, сербохорв. і словен. gusle, болг. гусла) — народний смичковий інструмент південних слов'ян та сербів зокрема.

### Вигляд
У гусле — овальної або грушеподібної форми корпус, видовбаний із дерева. Відкрита його сторона затягнута шкіряною мембраною, в якій іноді вирізано кілька маленьких резонаторних отворів. У верхню частину шийки перпендикулярно вміщений довгий дерев'яний кілок, на який намотана одна або дві струни, звиті з 50–60 ниток кінського волоса. Грають цибулеподібний смичком. Струну не притискають до шийки, а лише торкаються її пальцями. Гусле традиційно супроводжували старовинні героїко-епічні, так звані юнацькі пісні в речитативному стилі. За свідченнями історичних хронік, сербські мандрівні музиканти виступали в багатьох країнах Східної Європи і були дуже популярними.
Різновиди гуслярської музики варіюються залежно від етносу — для супроводу гусле використовуються різні інструменти. У регіонах Південно-Східної Європи існують ще й незначні відмінності вокальності. Конструкція приладу всюди однакова; лише конструкція «голови» інструмента змінюється залежно від етнічних чи національних мотивів. В Югославії інструмент дуже популярний, у Болгарії трапляється рідко.

### Походження
Немає досі дослідницького консенсусу про походження документа. Візантійський грецький історик VI століття Феофілакт Сімокатта (бл., 630 р.) писав про «маленькі ліри», завезені слов'янами, які населяли Балкани; деякі дослідники вважають, що це, можливо, були гусле. Інші, такі як Ф. Сакс, вважають, що вони мають східне походження, бо були занесені до Європи в Х столітті ісламською культурою. Арабські мандрівники доводять, що слов'яни використовували це інструмент у Х столітті. Теодозій Хіландаріан (1246—1328) писав, що при дворі сербського короля Стефана Неманича (1196—1228) часто розважали сербську знать музиканти, що грали на барабанах і «гусле». Надійні письмові записи про них з'являються лише в XV столітті. Подорожні мемуари XVI століття згадують цей інструмент у Боснії та Сербії. У XIX і XX століттях цей інструмент згадується вже у Чорногорії, Сербії, Боснії та Герцеговині, Хорватії, а також серед албанців.

### Сербська традиція

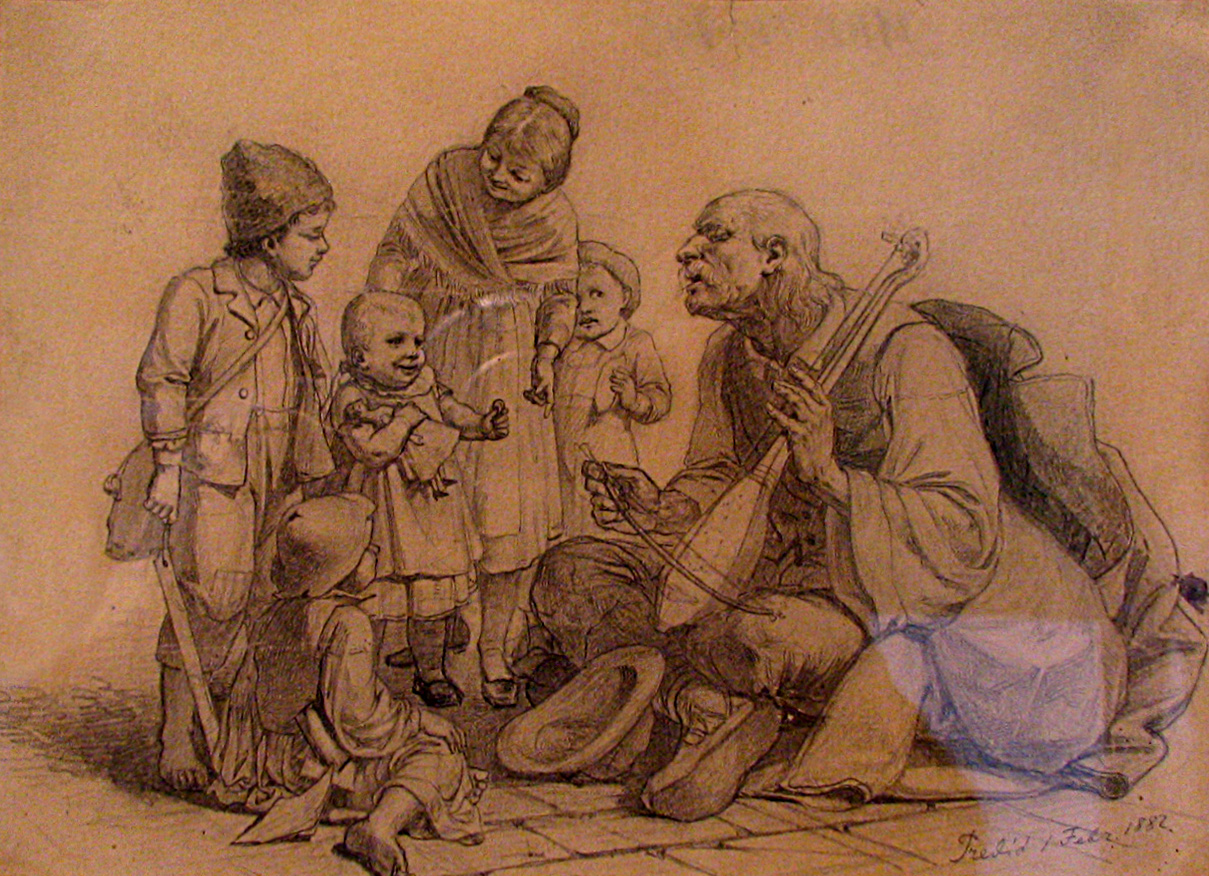
Гусляр серед дітей, малюнок Уроша Предича. 1882 р.

Сербське гусле має одну або дві струни і, як правило, зроблене з кленового дерева. Гусляр — це людина, що складає вірші про героїв та історичні події під супровід цього інструменту. Є історичні записи про інструмент під назвою «гусле» (гоусли), на якому грали при дворі сербського короля XIII століття Стефана Неманича, але незрозуміло, чи використовувався цей термін у його сучасному значенні, або ж він позначав якийсь інший вид струнного інструменту. Польські поети XVII століття згадували про гусле у своїх творах. У вірші, опублікованому 1612 р., Каспер Мясковський писав, що «сербські гусле і гайди «жирний вівторок» заглушать» («Serbskie skrzypki i dudy ostatek zagluszą»). У деяких старіших сербських книгах було заявлено, що сербський гуслар виступав у дворі Владислава II в 1415 році. Найдавніший відомий сербський гусляр згадується у 1551 році угорським істориком Себастьяном Тіноді: «В Угорщині тут багато гуслярів, однак у сербському стилі ніхто краще не грає, ніж Димитрій Караман».
Гусле відіграло важливу роль в історії сербської епічної поезії через його зв'язок з багатовіковою патріотичною усною спадщиною. Більшість творів під інструмент стосуються епохи Османської окупації та боротьби за звільнення від неї. Зусиллями етнографа Вука Стефановича Караджича, багато з цих епопей були зібрані та опубліковані в книгах у першій половині XIX ст. Сербська народна поезія отримала чудовий відгук, коли з'явилася в Європі в епоху романтизму. Ця поезія відповідала очікуванням витонченої європейської аудиторії, ставши живим підтвердженням уявлень Гердери та Грімма про усну традицію. Якоб Грімм почав вивчати сербську, щоб мати змогу читати вірші в оригіналі. Він написав короткі аналізи кожного нового твору сербських народних пісень. Завдяки Грімму, крім ініціатив добре освіченого та мудрого словенського Єрнея Копітара (цензора для слов'янських книжок, радника і захисника Караджича), сербська народна література знайшла своє місце в літературі світу.